# InterRegio
InterRegio (afkorting IR) is een treincategorie die in verschillende Europese landen wordt gebruikt. De term wordt gebruikt voor sneltreinen die verschillende regio's met elkaar verbinden, maar een langzamere verbinding bieden dan een InterCity. In principe stoppen InterRegio's in ieder geval in alle InterCitystations op hun route. 

## België

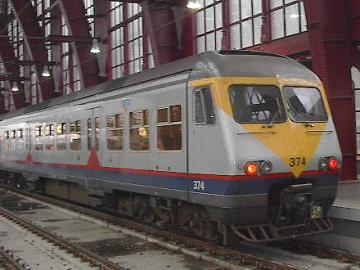
Treinstellen MS80 ('Break') werden in België veel gebruikt voor IR-treinen.

De InterRegio-treinen werden door de NMBS ingesteld in 1984 als onderdeel van het IC/IR-plan. IR-verbindingen werden aangeduid met een kleine letter. In 2009 waren er 17 IR-verbindingen (IR a tot en met IR s). In het Vervoersplan van de NMBS van 2014, dat is ingegaan in december 2014, werd bekendgemaakt dat er geen IR-verbindingen meer zouden zijn. Deze zijn namelijk vervangen door ofwel  IC-verbindingen ofwel  L-verbindingen.
- Zie Treincategorieën België voor een overzicht van de IR-verbindingen.

## Duitsland
De InterRegio werd door de Deutsche Bundesbahn ingevoerd in 1988. De InterRegio als aparte treincategorie bleek, ondanks een enorm ombouwprogramma van vele voormalige D-trein-rijtuigen, met veel aandacht voor comfort en design, en een breed uitgerold landelijk netwerk met de nodige marketing-ondersteuning, uiteindelijk niet succesvol, per 15 december 2002 werden alle InterRegio-treinen opgeheven of vervangen door InterCity's of Regional-Expressen. 
In 2001 was in een aantal bondslanden een van deze betaalde/gesubsidieerde opvolger van de InterRegio ingevoerd, de Interregio-Express.
Deze trein is langzamer dan de vroegere IR (ook al belooft de naam iets anders; de IRE stopt vaker en rijdt niet zo ver). Hij is net als Regional-Expressen onderdeel van de "Nahverkehr".

## Zwitserland
Ook de SBB (en haar dochteronderneming Zentralbahn) in Zwitserland kent de treincategorie Interregio in het langeafstandsverkeer. Vaak rijden deze treinen om en om met intercity's op lange verbindingen, waarbij op de intercitystations overgestapt kan worden tussen intercity en sneltrein. Interregiotreinen bestaan meestal uit een mengsel van oude en nieuwe intercity- en sneltreinrijtuigen, wat voor bonte treincombinaties zorgt. Op enkele verbindingen rijden ook EW IV- of IC2000-pendeltreinen, een enkele keer worden ook ICN-treinstellen ingezet, waar dan de reserveringsplicht voor het fietsenvervoer die normaal voor deze treinstellen geldt vervalt. Een speciale interregio-verbinding is de Voralpen Express van Luzern naar Romanshorn: deze wordt gezamenlijk geëxploiteerd door de SBB en de SOB, met speciaal voor deze dienst bedoeld materieel.

## Nederland
Onderdeel van het in 1988 gepresenteerde Rail 21-plan van de Nederlandse Spoorwegen was de introductie van een Interregio-Snelnet. Deze Interregio zouden deels het bestaande Intercity-netwerk vervangen, zodat meer kleinere stations een snellere verbinding konden krijgen, en tegelijk de Intercitytreinen meer stations konden gaan overslaan. Dit plan werd echter nooit doorgevoerd. De naam interregio leeft nog voort in het Dubbeldeks interregiomaterieel, dat ondanks de naam nu als Intercitytrein wordt ingezet.